# Warwick Line
La Warwick Line (anche nota come Warwick–Yorktown line) fu una linea difensiva realizzata attraverso la Virginia Peninsula a partire dal fiume Warwick dai Confederati comandati dal generale John B. Magruder contro le forze più numerose dell'Unione comandate dal generale George B. McClellan durante la guerra di secessione, nel corso della Campagna Peninsulare, dal 1861 al 1862.
La linea principale era lunga 19 chilometri da Yorktown al fiume Warwick e giù fino a  Lee's Mill, quindi verso ovest al Skiffe's Creek, che si immetteva nel James River a Mulberry Island. La parte sud di Mulberry Island (ora parte di Fort Eustis) si trova alla confluenza dei fiumi Warwick e James.
Attraverso elaborate e astruse tattiche, "Prince John" Magruder, che era un attore dilettante, contrastò McClellan e tenne la linea per circa 30 giorni, un ritardo che servì a prendere tempo per consentire di rafforzare le difese di Richmond protetta dal generale Robert E. Lee, prolungando la durata della guerra per ulteriori tre anni.